# David Connolly
David James Connolly, irski nogometaš, * 6. junij 1977, Willesden, London, Anglija, Združeno kraljestvo.
Connolloy je upokojeni nogometni napadalec.  